# Bayerisches Staatsschauspiel

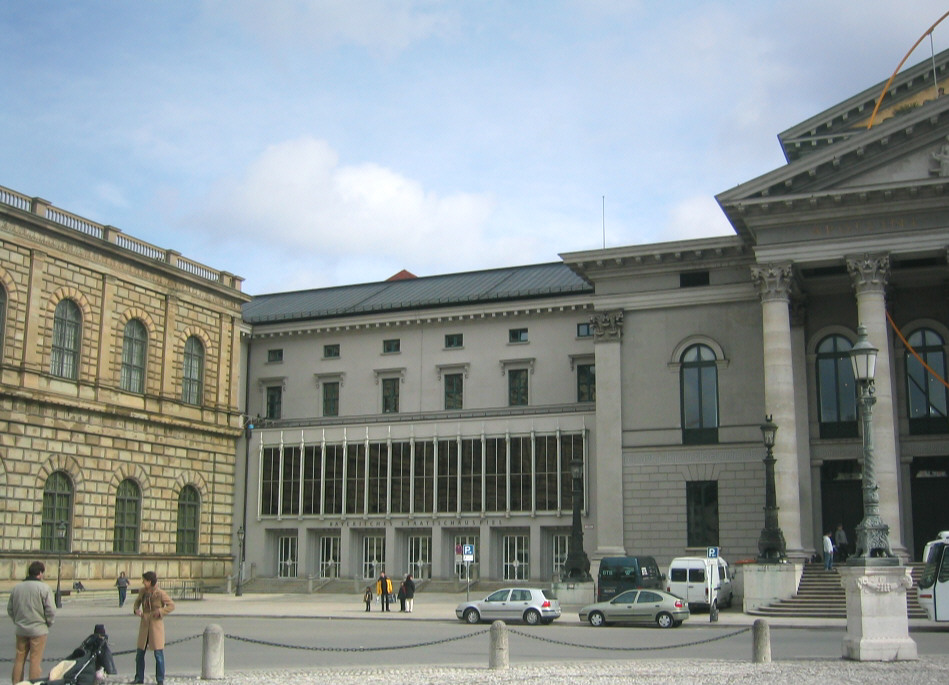
Residenztheater

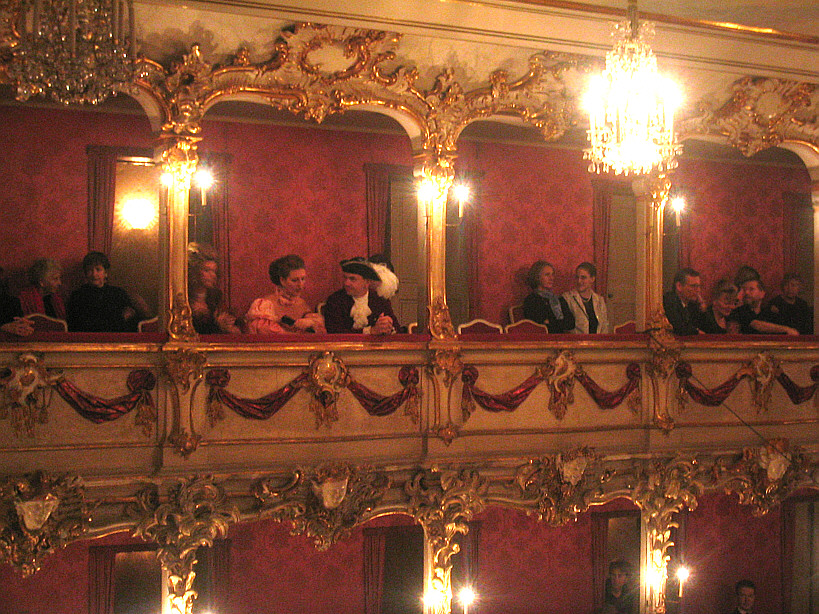
Cuvilliés-Theater (Altes Residenztheater)

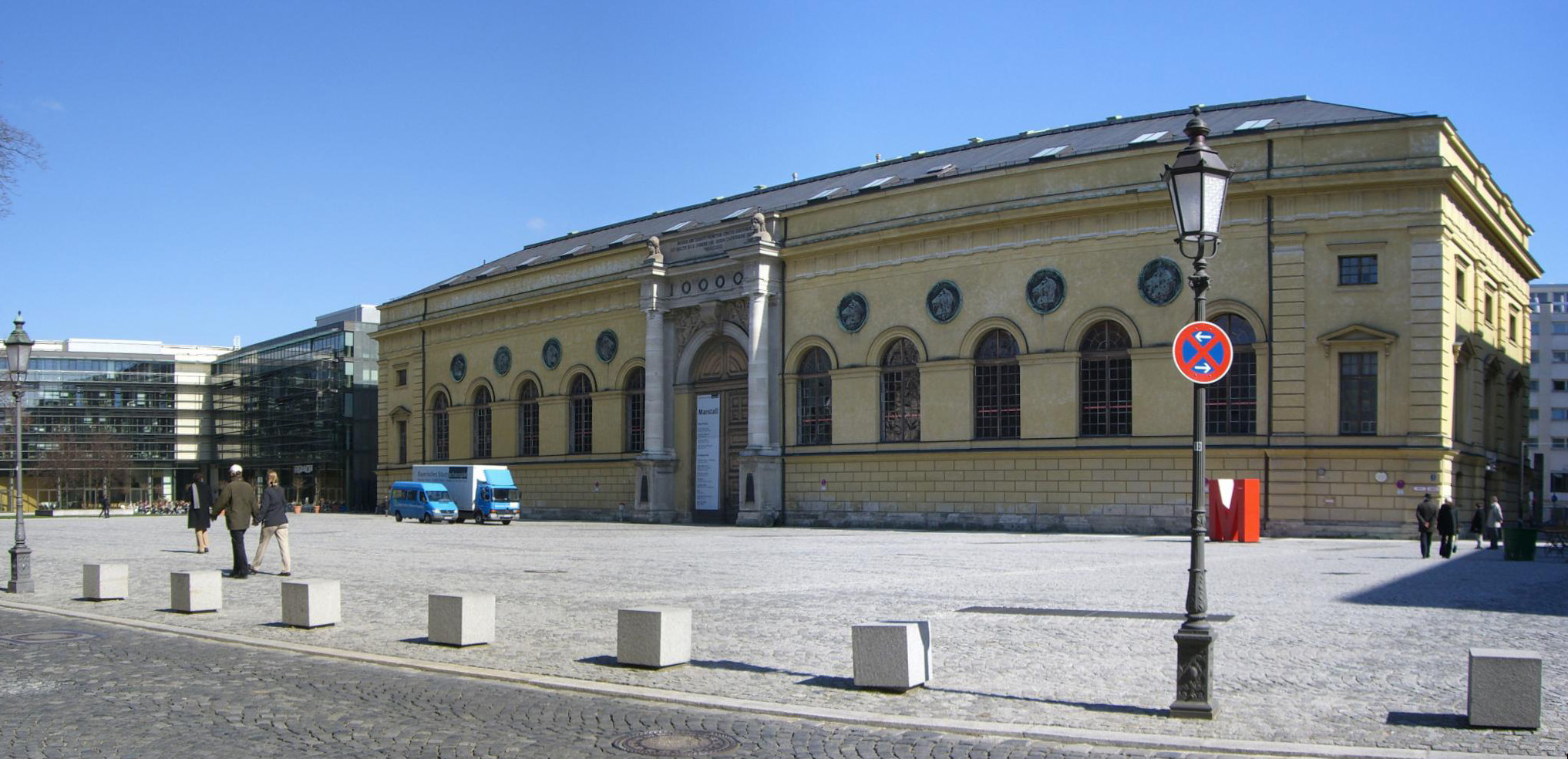
Marstall

Bawarski Teatr Państwowy (Bayerisches Staatsschauspiel) – największy teatr Monachium. Sceny: Residenztheater, Cuvilliés-Theater i Marstall. Od 1976 wspierany przez Verein der Freunde des Bayerischen Staatsschauspiels e.V. (Towarzystwo Przyjaciół Bawarskiego Teatru Państwowego).

## Dyrektorzy
- 1833 - 1842 Karl Theodor von Küstner
- 1851 - 1857 Franz von Dingelstedt
- 1894 - 1905 Ernst von Possart
- 1938 - 1945 Alexander Golling
- 1945 - 1948 Paul Verhoeven
- 1948 - 1953 Alois Johannes Lippl
- 1953 - 1958 Kurt Horwitz
- 1958 - 1972 Helmut Henrichs
- 1972 - 1983 Kurt Meisel
- 1983 - 1986 Frank Baumbauer
- 1986 - 1993 Günther Beelitz
- 1993 - 2001 Eberhard Witt
- 2001 - 2011 Dieter Dorn
- od 2011 Martin Kušej